# Chrysler Crossfire
La Chrysler Crossfire è un'autovettura classificata come sportiva compatta prodotta dalla casa automobilistica statunitense Chrysler dal 2004 al 2007. Era disponibile sia in versione coupé che in versione cabrio. Essa condivide il telaio e parte dei suoi componenti con la Mercedes-Benz SLK R170 pur avendo aspetto ben differente.

## Produzione e vendite
Nel primo anno di produzione venne proposta solo la versione coupé: la produzione, effettuata nel 2003 per la vendita nel 2004, fu di 35.700 esemplari. Nel 2004 invece, con la presentazione della versione cabrio, ne vennero prodotte, per il 2005, 28.000 mentre nel 2005 per il 2006 12.800. L'ultimo esemplare uscì dalla linee di produzione il 17 dicembre del 2007 per concludere l'anno con soli 2.000 esemplari prodotti. È stata assemblata presso gli stabilimenti Mercedes-Benz di Osnabrück in Germania in oltre 83.000 esemplari.

## Caratteristiche tecniche
Motorizzazioni disponibili:
- V6 da 3.199 cm³ e 218 CV (velocità max: 242 km/h)
- V6 con compressore volumetrico da 3.199 cm³ e 334 CV (Crossfire SRT-6) (velocità max: 255 km/h)

Trasmissione:
- automatica sequenziale 5 rapporti
- manuale 6 rapporti

La vettura, prendendo le mosse da una spider come la Mercedes SLK, è caratterizzata da una abitabilità limitata a due posti, con l'aggiunta di un bagagliaio di notevole cubatura, per la tipologia di auto. Sono presenti le caratteristiche tipiche delle sportive di scuola europea (passo corto, estrema maneggevolezza, peso non elevato) con quelle predominanti della concezione statunitense (propulsore di elevata cubatura e ricco di coppia, buon comfort).

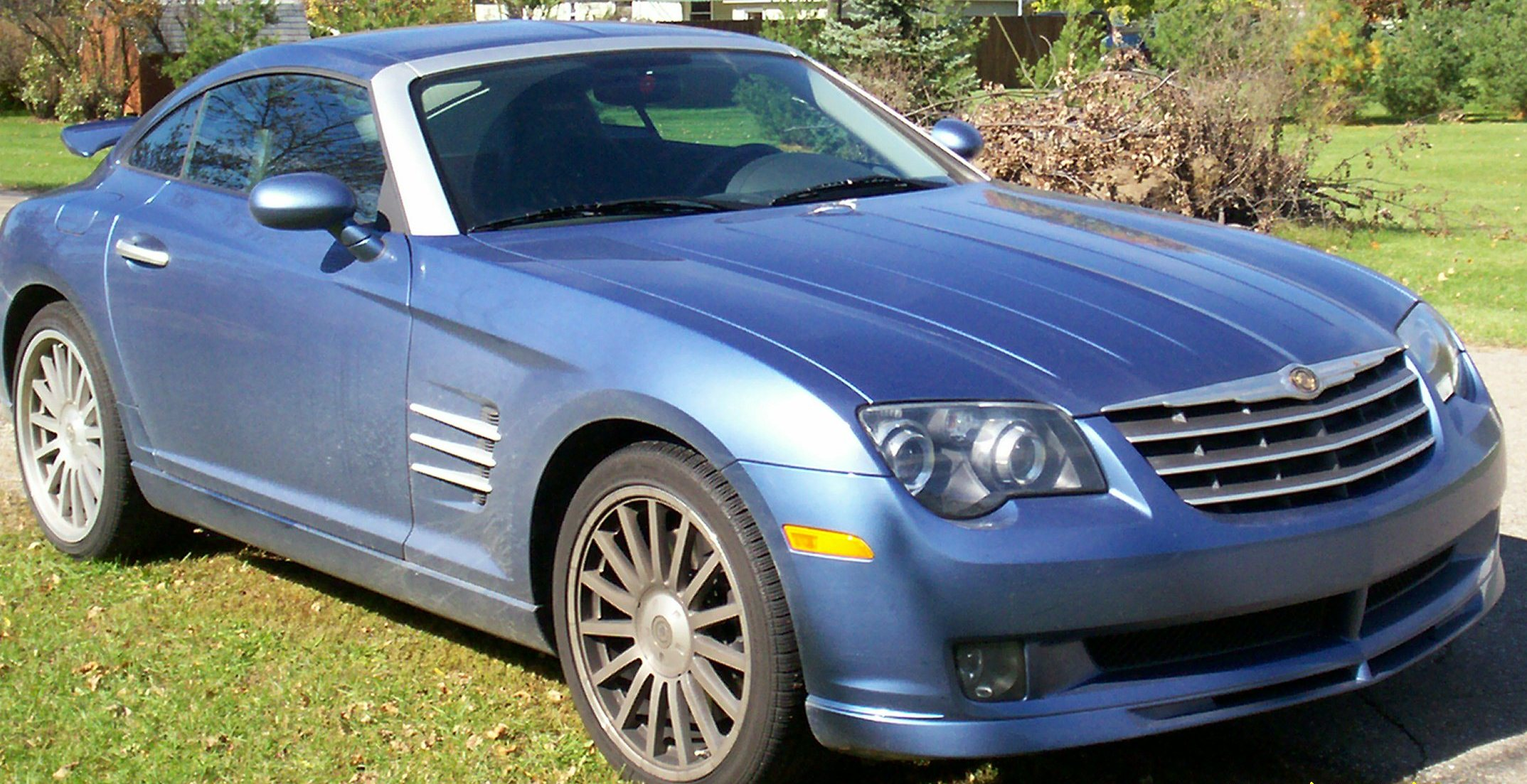
Una Chrysler Crossfire SRT-6

Dal punto di vista estetico si alternano linee curve e tese; la gommatura è caratterizzata da una diversa misura all'anteriore (225/40-18) rispetto al posteriore (255/35-19) che incide sull'aspetto estetico generale dando un caratteristico ed accentuato cuneo. È dotata di un profilo a "cresta" che parte dal cofano motore, passa sul tetto e finisce sul paraurti posteriore.
All'interno la Crossfire è in parte simile alla Mercedes SLK, con simile disegno della plancia, anche se l'utilizzo di materiali differenti cerca di cambiarne la personalità. Nella serie Limited i sedili sono integrali, rivestiti in pelle ed a completa regolazione elettrica, nella serie SRT-6 sono parte in alcantara e parte in pelle con regolazione elettrica e, nella più economica serie "base" sono invece con poggiatesta separato (come sulla SLK), rivestiti in tessuto e a regolazione manuale. La SRT-6 presenta anche dei cerchi a 15 razze per differenziarsi dagli altri modelli che utilizzano massicci ed iconici cerchi a 7 razze. Il modello SRT riporta anche il logo “SRT 6” nel retro della vettura al di sotto dell’emblema crossfire sulla destra, su entrambi i poggiatesta, ed all’interno del contagiri negli esemplari prodotti nel 2005 ed invece presso le griglie di aspirazione (solamente estetiche e dal riconoscibile design di derivazione McLaren) laterali esterne invece che nel retro del veicolo per i modelli prodotti dal 2006; invariata risulta la collocazione degli altri due loghi. Tutti i modelli hanno il climatizzatore semi-automatico a regolazione separata della temperatura, il Cruise Control e l'impianto audio Infinity.
Come accessori standard di sicurezza viene fornita di ESP e ABS oltre che del controllo di trazione. I sistemi elettronici possono essere disinseriti pure se mai in maniera totale. I consumi dichiarati sono tra i 14 e i 10 per l'aspirato in extraurbano, appena inferiori per il sovralimentato.
Come in altre vetture sportive similari, sul posteriore dell'auto è inserito uno spoiler che fuoriesce quando il veicolo raggiunge la velocità di circa 100 km/h per aumentarne la stabilità (e rientra in posizione di riposo quando si scende sotto i 60 km/h), nella serie SRT-6 lo spoiler è fisso.